# 양산 통도사 취운전
양산 통도사 취운전(梁山 通度寺 翠雲殿)은 대한민국 경상남도 양산시 하북면 지산리, 통도사에 있는 건축물이다. 2016년 12월 1일 경상남도의 유형문화재 제599호로 지정되었다.

## 개요
취운전은 숙종 12년(1686년)에 초창되었고, 171년이 지난 철종 8년(1857)에 중수가 있었으며 근세에도 지속적으로 중수되어 오다가 2008년 완전 해체 보수하여 오늘에 이르고 있다. 2008년 보수를 통해 기존의 주지실, 법당, 부엌, 전후 툇마루를 없애고 전부 법당으로 변경하여 삼존불단을 포함한 천불단을 조성하여 당초 공간구성에서는 완전 변경되었다. 다만, 건축물을 구성하는 축부재, 공포재, 가구구성재는 옛것 그대로 남아 있다.
따라서 문화재 판단기준이 되는 원형에 대한 근거는 매우 부족한 편이지만 건축형식면에서는 옛 모습 그대로이고 공간구성 변경에 대하여서는 '양산 통도사 취운암 주변 정비 및 기록화 보고서'를 통해 기록으로 남기고 있어 그 유래를 알 수 있다.
또한 2008년 이 건물을 해체보수 하면서 나온 '취운암중수상량문(翠雲庵重修上樑文)'을 통해 이 건물에 대한 창건 연대와 중수 기록을 정확히 알 수 있어 문화재적 가치를 높이고 있다.
그리고 이 건물은 불전의 장엄을 베풀기 위해 사용된 용, 봉황, 흰코끼리와 더불어 각 부재의 치목 등이 매우 훌륭하고, 특히 공포의 치목과 조각 수법이 우리나라 다른 불전에서는 볼 수 없는 매우 희귀한 수법으로 건축사적으로 매우 중요한 문화재로 판단된다.

## 참고 자료
- 양산 통도사 취운전 - 국가유산청 국가유산포털